# Музеј Прве пролетерске бригаде у Рудом
Музеј Прве пролетерске бригаде у Рудом основан је 1971. године поводом 30-огодишњицењице оснивања Прве пролетерске народноослободилачке ударне бригаде.

## Историјат
Припремне активности за оснивање Музеја започеле су 1966. године, када је у старој згради Дома културе у Родум, адаптиран простор у којој су били изложени документи о борбеном путу Прве пролетерске НОУ бригаде.
Спомен соба Прве пролетерске бригаде отворена је 1971. године, и сматра се годином оснивања музеја. Истовремено са оснивањем музеја исте године започела је и градња посебног простора, по пројекту архитекта М. Бојера, у оквиру новог наменског објекта Дома културе у коме је планиран смештај музеја.
Музеј је свечано отворен 4. јула 1976. године.
Након рата, од 1992. до 1995. године, део простора Музеја преуређен је у спомен собу погинулим борцима у последњем отаџбинском рату на простору Босне и Херцеговина.
Музеј нема стално запослених, опреме ни средстава. У улазном делу установљена је канцеларија у којој борави технички секретар опшштинске борачке организације, који у складус а својим знањем и могућностима брине о музеју и одржава музејску збирку.

## Радно време
Музеј је отворен за посетиоце радним даном од 07:00 до 15:00 часова.